# Anelhe
Anelhe est une paroisse civile (en portugais : freguesia) du Portugal, rattachée à la municipalité de Chaves, dans le district de Vila Real et la région Nord.
C'est un petit village situé dans le nord-est du pays, dans l'ancienne province du Trás-os-Montes et Haut Douro.
Le nombre d'habitants est de 538 en 2001 pour une densité de 43,1 hab/km². 20 % de la population a émigré vers la France dans les années 1970 [réf. nécessaire].
Une fête a été créée en leur honneur le 15 août.
Les personnages illustres de Anelhe sont :
- Fernao Gralho
- Padre Fontoura
- Miguel Barreira